# Stjepan Debeljak Bil
Stjepan Debeljak - Bil (Ferdinandovac, 19. kolovoza 1908. — Zagreb, 23. studenog 1968.) bio je hrvatski partizan, političar SR Hrvatske i narodni heroj Jugoslavije.

## Životopis
Rođen je 19. kolovoza 1908. godine u selu Ferdinandovcu, kraj Đurđevca. Strojobravarski zanat završio je u rodnom mjestu 1925. godine, a zatim se zaposlio u Ložionici Jugoslavenskih državnih željeznica u Zagrebu, gdje je sudjelovao u revolucionarnom radničkom pokretu. Član Komunističke partije Jugoslavije postao je u listopadu 1932. godine. Zbog revolucionarnog rada, jugoslavenska policija ga je često hapsila i proganjala.
Narodnooslobodilačkom pokretu priključio se 1941. godine. Bio je sekretar (tajnik) Kotarskog komiteta KP Hrvatske u Dvoru na Uni, član Okružnog komiteta KPH za Baranju, sekretar OK KPH za Bjelovar, član OK KPH za zagrebačku oblast, rukovoditelj političkog odjela Treće vojvođanske udarne brigade i ostalo.
Poslije rata bio je rukovoditelj kadrovskog odsjeka Centralnog komiteta Komunističke partije Hrvatske, sekretar Sabora SR Hrvatske, član Predsjedništva Socijalističkog saveza radnog naroda Hrvatske, poslanik u Saboru SR Hrvatske i poslanik u Saveznoj skupštini Jugoslavije.
Umro je 23. studenog 1968. godine u Zagrebu. Sahranjen je u Grobnici narodnih heroja na zagrebačkom groblju Mirogoju.

## Odlikovanja
Nositelj je Partizanske spomenice 1941., Ordena narodnog oslobođenja i drugih jugoslavenskih odlikovanja. Ordenom narodnog heroja odlikovan je 27. studenog 1953. godine.